# 亚历山大·克内热维奇
亚历山大·克内热维奇（1968年12月26日—），塞尔维亚男子手球运动员。他曾代表南联盟参加2000年夏季奥林匹克运动会手球比赛，结果获得第四名。